# NetWare File System
NetWare File System (NWFS) je ve výpočetní technice souborový systém založený na výrazně upravené verzi FAT, který používaly servery síťového operačního systému Novell NetWare. Je to implicitní a jediný systém souborů pro všechny svazky ve verzích 2.x až 4.x, a implicitní a jediný systém souborů pro svazek SYS až do verze 5.x.

## Varianty
Novell vyvinul dvě varianty NWFS:
1. 16bitové NWFS 286, používaný v NetWare 2.x
2. 32bitové NWFS 386, používaný v NetWare 3.x až NetWare 6.x.

## Vlastonisti
Společnost Novell nikdy veřejně nezdokumentovala formát NWFS disků. Publikované specifikace[zdroj?] pro 32bitový NWFS jsou:
- Maximální velikost soubor: 4 GB
- Maximální velikost svazku: 1 TB
- Maximální počet souborů na svazku: 2 miliony, při použití jednoho jmenného prostoru.
- Maximální počet soubory na server: 16 milionů
- Maximální počet adresář položky: 16 milionů
- Maximální počet svazků na server: 64
- Maximální počet svazků na oddíl: 8
- Maximální počet otevřených souborů na server: 100,000
- Maximální hloubka stromu adresářů: 100 úrovní
- Znaky používán: ASCII dvoubytová
- Maximální počet rozšířených atributů: 512
- Maximální počet datových proudů: 10
- Podpora různých jmenných prostorů: dlouhá jména v Microsoft Windows (označované jako jmenný prostor OS/2), Unix, Apple Macintosh
- Podpora pro obnovu smazaných souborů (salvage)
- Podpora pro journaling (Novell Transaction Tracking System neboli TTS)
- Podpora pro subalokaci bloků od NetWare 4.x

Systém souborů používal pro zvýšení výkonnosti při práci s většími soubory vlastnost pojmenovanou Turbo FAT.[zdroj?]
Byla také podporována transparentní komprimace souborů, ale měla významný vliv na výkonnost obsluhy souborů.
Každý jmenný prostor vyžaduje samostatnou adresářovou položku pro každý soubor. Kvůli maximální počet 16 milionů adresářových položek klesne na 8 milionů při použití dvou jmenných prostorů a na 5 333 333 položek při použití tří jmenných prostorů.
16bitový NWFS mohl pracovat se svazky velikosti až 256 MB a jediným podporovaným alternativním jmenným prostorem bylo API pro klientské stanice Macintosh.
V roce 1998 byl vydán systém souborů Novell Storage Services (NSS), který nahradil systém souborů NWFS.